# Nesodynerus saipanensis
Nesodynerus saipanensis är en stekelart som beskrevs av Yas. 1945. Nesodynerus saipanensis ingår i släktet Nesodynerus och familjen Eumenidae. Inga underarter finns listade i Catalogue of Life.